# Sphaerospora sparidarum
Sphaerospora sparidarum is een microscopische parasiet uit de familie Sphaerosporidae. Sphaerospora sparidarum werd in 2001 beschreven door Sitjá-Bobadilla & Alvarez-Pellitero. 